# Маковей, Осип Степанович
Осип Степанович Маковей (укр. Осип Степанович Маковей; 23 августа 1867, Яворов — 21 августа 1925, Залещики) — украинский писатель и поэт.

## Биография
О. С. Маковей родился в простой крестьянской семье на Львовщине.
Начальное образование получил в украинской гимназии во Львове, затем учился в Львовском университете по специальности философия, в Венском университете.
В 1899 году поступает преподавателем в Черновицкую учительскую семинарию. В 1901 становится доктором философии. После Первой мировой войны живёт в Залещиках, работает директором местной учительской семинарии, преподаёт в ней украинский язык и литературу.
Творческую, писательскую деятельность О. С. Маковей начал ещё будучи студентом. В его литературное наследие входят стихотворения и поэмы, повести и рассказы, новеллы, наброски, очерки, сатирические произведения. Сочинения писателя, кроме отдельных изданий, печатались также в современной ему украинской прессе. Некоторые стихотворения О. С. Маковея, положенные на музыку, превратились в народные песни («Сон», «Мы — гайдамаки»).

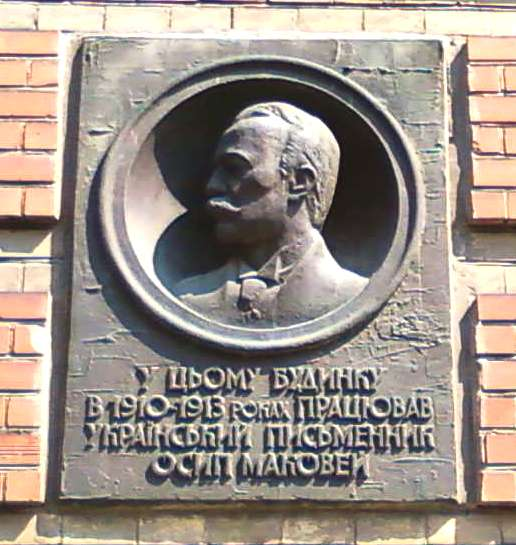
Мемориальная доска во Львове

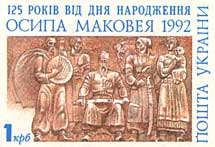
Почтовая марка Украины в честь 125-летия со дня рождения Осипа Маковея

## Издания
- Маковей, О. С. Твори, в 2-х томах, Київ «Дніпро», 1990:
  - Том 1. Поетичні твори. Повісті,
  - Том 2. Художня проза.
- Осип Маковей «Ярошенко», Львів «Каменяр», 1989.